# Supermarine Aviation Works
La Supermarine Aviation Works (abreviada como Supermarine) fue una empresa británica fabricante de aeronaves.

## Historia
El diseñador, constructor y piloto pionero británico Noel Pemberton-Billing fundó la empresa denominada inicialmente, Pemberton Billing Ltd., en 1913 para fabricar aeroplanos. La dirección telegráfica, utilizado para el envío de telegramas y cables para la empresa era Supermarine, Southampton.
Su primer producto construido en 1914 fue un hidrocanoa monoplaza muy avanzado y elegante, el Pemberton-Billing P.B.1. Sin embargo, no llegó a volar debido a su inadecuada configuración hidrodinámica; más tarde diseñó y construyó un prototipo de caza monoplaza biplano de envergaduras desiguales denominado Pemberton-Billing P.B.9 y que fue adquirido por el Royal Naval Air Service (RNAS) en calidad de entrenador. El P.B.9 fue seguido por el P.B.23, un biplano de caza monoplaza con un motor en su sección trasera que accionaba una hélice propulsora, y que puesto en vuelo en septiembre de 1915, no consiguió ningún pedido de producción pero derivó en el tipo P.B.25 un biplano de alas aflechadas del que se construyeron veinte ejemplares para el RNAS.
Para contrarrestar los ataques de los dirigibles tipo zeppelin alemanes Pemberton-Billing diseñó el cuatriplano P.B.29, que estaba previsto para pudiese volar a unos 60 km/h y permanecer así bastante tiempo en patrulla. Solo se construyó un único ejemplar, sin embargo, consiguió despertar el interés oficial y de ello resultó el desarrollo del diseño básico. El P.B.31 Night Hawk resultante, propulsado por dos motores radiales Anzani, contaba entre su armamento con un cañón Davis y un pequeño reflector en la sección de proa que, controlado mediante un cable Bowden, podía utilizarse para la localizar objetivos o como ayuda al aterrizaje. Este realmente extravagante diseño podía permanecer en el aire durante 18 horas.
Al ser elegido como diputado en 1916 Pemberton vendió la empresa a su gerente de fábrica y asociado Hubert Scott-Paine quien renombró la compañía como Supermarine Aviation Works Ltd. La empresa se hizo famosa por sus éxitos en el Trofeo Schneider para hidroaviones, el primero en 1922 (Supermarine Sea Lion I) y muy especialmente por los tres triunfos consecutivos de 1927, 1929 y 1931, obtenidos por los soberbios hidroaviones monoplanos Supermarine S.5 y Supermarine S.6 y S.6B respectivamente.   

## Aeronaves producidas
- Pemberton-Billing P.B.9
- Pemberton-Billing P.B.25 (1915)

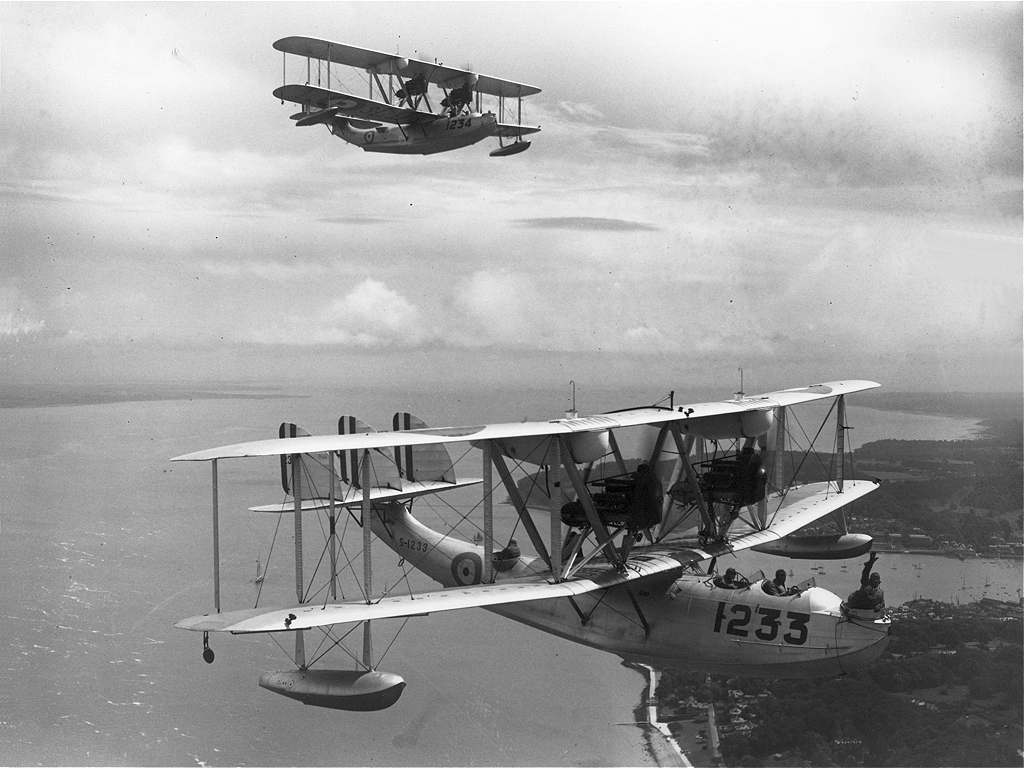
Pareja de Supermarine Southamton

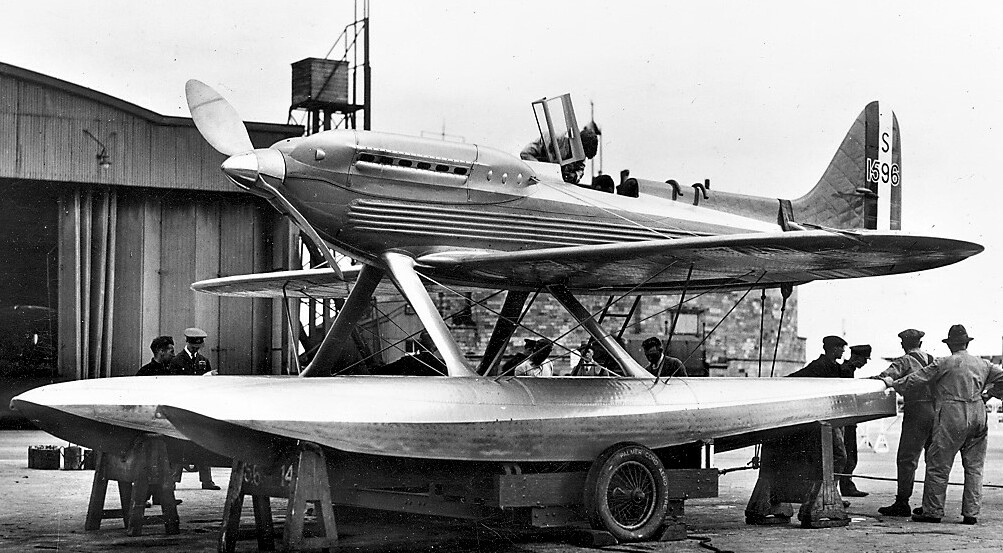
Supermarine S.6B, S1596 vencedor del Trofeo Schneider de 1931

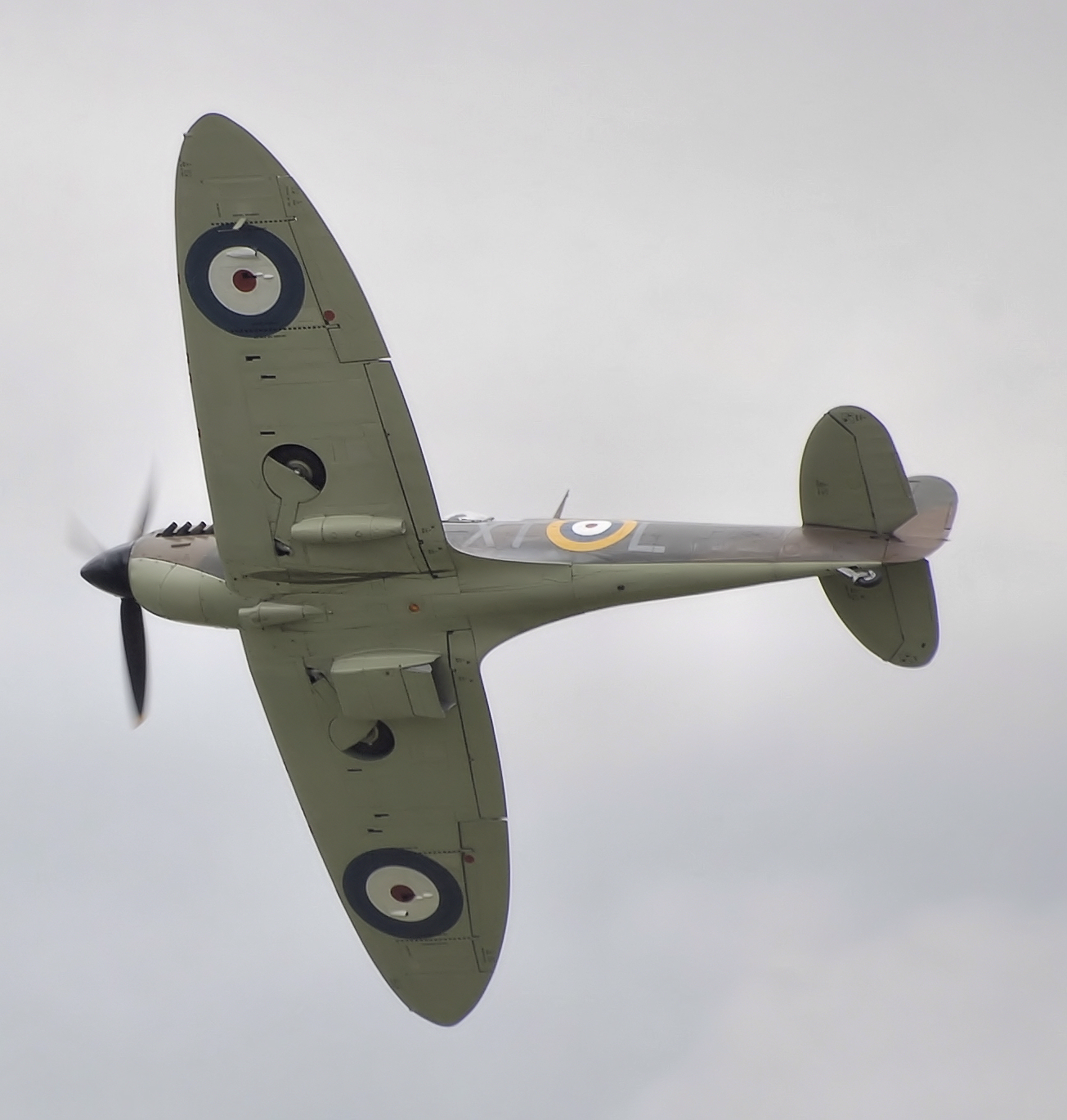
Spitfire Mk.2A.

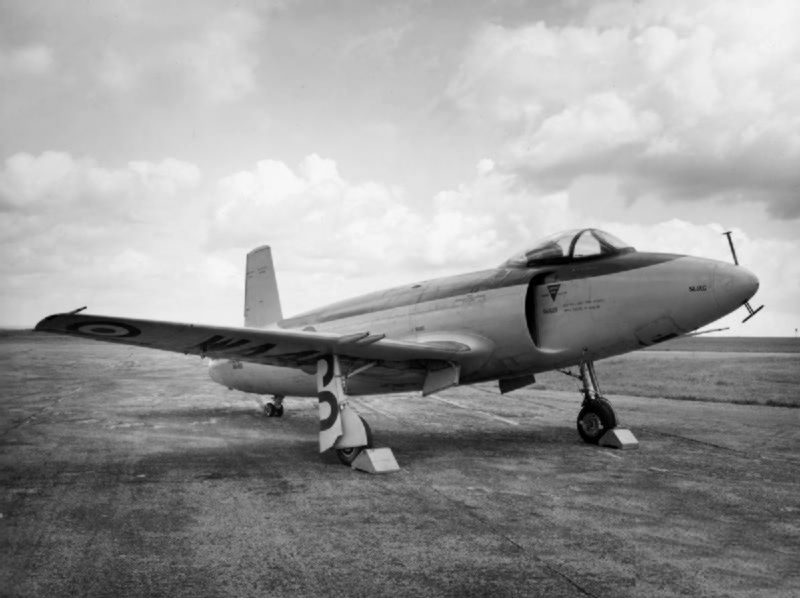
Supermarine Attacker.

- Pemberton-Billing P.B.29 Night Hawk
- A.D. Boat 1916
- AD Navyplane (1916)
- Supermarine Baby (1917)
- Supermarine Sea Lion I (1919)
- Supermarine Sea Lion II y III
- Supermarine Channel I / II (1919)
- Supermarine Scylla (1920)
- Supermarine Sea Urchin (1920)
- Supermarine Commercial Amphibian (1920)
- Supermarine Sea King (1920)
- Supermarine Seagull (1921)
- Supermarine Seal (1921)
- Supermarine Sea Lion II (1922)
- Supermarine Sea Lion III (1923)
- Supermarine Sea Eagle (1923)
- Supermarine Scarab (1924)
- Supermarine Sheldrake
- Supermarine Swan (1924)
- Supermarine Sparrow (1924)
- Supermarine Southampton (1925)
- Supermarine S.4 (1925)
- Supermarine S.5 (1927)
- Supermarine Nanok (1927)
- Supermarine Solent (1927)
- Supermarine Seamew (1928)
- Supermarine S.6 (1929)
- Supermarine S.6B (1931)
- Supermarine Air Yacht (1931)
- Supermarine Scapa (1932)
- Supermarine Stranraer (1932)
- Supermarine Walrus (1933)
- Supermarine Spitfire (1936)
- Supermarine Sea Otter (1938)
- Supermarine 318 (1936)
- Supermarine 322 también denominado S.24/37 o «Dumbo» (1939)
- Supermarine Spiteful (1944)
- Supermarine Seafang (1946)
- Supermarine Attacker (1946)
- Supermarine Seagull ASR-1 (1948)
- Supermarine 510 (1948)
- Supermarine 535 (1950)
- Supermarine Swift (1951)
- Supermarine 508 (1951)
- Supermarine 525 (1954)
- Supermarine Scimitar (1956)